# Pediasia ochristrigellus
Pediasia ochristrigellus là một loài bướm đêm trong họ Crambidae.